# Artabukten

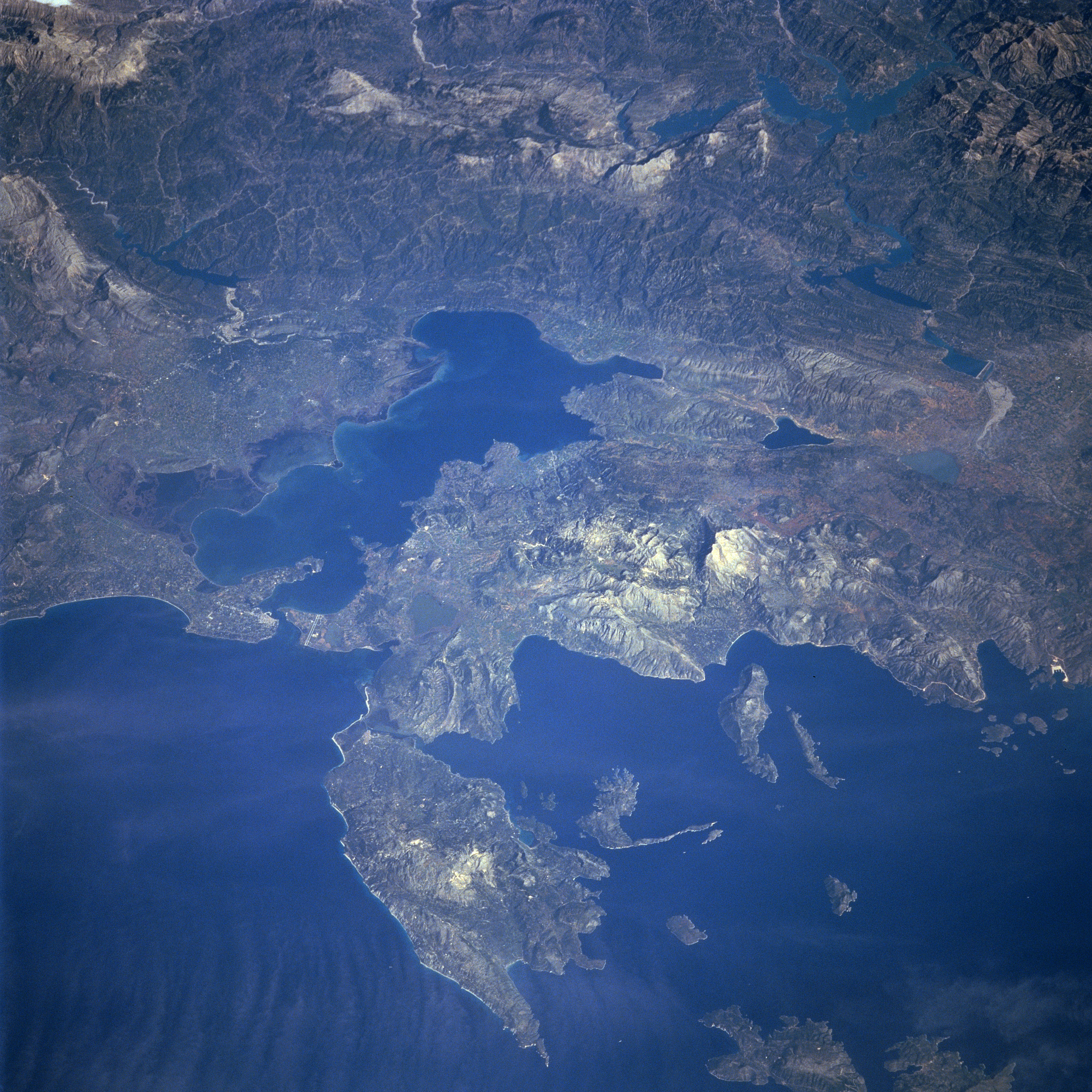
Satellitbild över Artabukten.

Artabukten är en bukt i Joniska havet i nordvästra Grekland, den är cirka 40 km lång och 15 km bred och en av landets största slutna bukter. Städerna Preveza, Amfilochía och Vonitsa ligger vid dess stränder.

## Geografi
Buktens öppning är ett 700 meter brett sund mellan Aktion i söder och Preveza i norr. Bukten är ganska grund och stränderna har ett flertal kärr, som bildar ett estuariskt syatem. Floderna Loúros Potamós och Árachthos Potamós har sina mynningar i bukten. Det finns gott om gråmulte, sjötunga och ålartade fiskar.

## Historia
Artabukten var platsen för slaget vid Actium där Octavianus (senare kejsar Augustus) besegrade Marcus Antonius och Kleopatra VII av Egypten.
Från Greklands självständighet 1832 till andra Balkankriget 1913 var bukten en del av gränsen mellan kungariket Grekland och Osmanska riket.
Området innehåller ett flertal lämningar av antikens städer, Aktion vid mynningen, Nicopolis, Argos Ippatum, Limnaea och Olpai.

## Transport
Sedan 2002 förbinds den norra och södra delen vid mynningen av en undervattensvägtunnel som kraftigt förkortar restiden över bukten, som tidigare endast var möjlig med färja.